# Reprezentacja Aruby w piłce nożnej mężczyzn
Reprezentacja Aruby w piłce nożnej – środkowoamerykańska reprezentacja narodowa założona w 1932 roku. Od 1988 roku należy do FIFA oraz CONCACAF. W 1986 roku odłączyła się od zespołu Antyli Holenderskich, tworząc własną drużynę. 
Aruba nigdy nie brała udziału w mistrzostwach świata ani w Złotym Pucharze CONCACAF.
Aruba zajmowała 18 maja 2011 32. miejsce w CONCACAF.
Obecnie selekcjonerem reprezentacji Aruby jest Rini Coolen.

## Udział wMistrzostwach Świata
- 1930 – 1982 – Nie brała udziału (była częścią Antyli Holenderskich)
- 1990 – 1994 – Nie brała udziału
- 1998 – 2022 – Nie zakwalifikowała się

## Udział wZłotym Pucharze CONCACAF
- 1991 – Nie brała udziału
- 1993 – Wycofała się
- 1996 – 2003 – Nie zakwalifikowała się
- 2005 – Wycofała się
- 2007 – 2011 – Nie brała udziału
- 2013 – 2021 – Nie zakwalifikowała się

## Udział wPucharze Karaibów
- 1989 – 1990 – Nie zakwalifikowała się
- 1991 – Nie brała udziału
- 1992 – Nie zakwalifikowała się
- 1993 – Wycofała się w trakcie kwalifikacji
- 1994 – Nie brała udziału
- 1995 – Nie zakwalifikowała się
- 1996 – Nie brała udziału
- 1997 – 1998 – Nie zakwalifikowała się
- 1999 – Wycofała się w trakcie kwalifikacji
- 2005 – 2007 – Nie brała udziału
- 2008 – 2017 – Nie zakwalifikowała się

## Skład
Czerwiec 2021
Bramkarze::
- Abdul Eric
- Bautista Gilbert
- Cruz Jose

Obrońcy:
- Baly Darryl
- Harms Noah
- Heyden Jean-Pierre Eugene
- Jacobs Mark
- Jimenez Javier
- Luydens Diederick
- Nickelson Paul
- Pereira Marlon

Pomocnicy:
- Baten Raymond
- Bennet Walter
- Clarissa Edward
- Croes Ericson
- Croes Francois
- Croes Glenbert
- Howell-Brokken Jeamir
- Monticeuex Shermar
- Richard Jonathan
- Santos Erik
- Tromp Ethan

Napastnicy:
- Gomez Ronald
- Groothusen Terence
- John Joshua
- Lewis Fernando
- Linscheer Daniel